# Dwergfluithaas
De dwergfluithaas (Ochotona pusilla)  is een zoogdier uit de familie der fluithazen (Ochotonidae). De wetenschappelijke naam van de soort werd voor het eerst geldig gepubliceerd door Peter Simon Pallas in 1769.

## Kenmerken en gedrag
Dwergfluithazen bereiken een lengte van 15,3 tot 21 cm. Ze hebben korte poten, kleine ronde oren en een zeer korte, onopvallende staart. De vacht van de dwergfluithaas is bruingrijs, maar de oren vertonen een witte rand. Dwergfluithazen zijn geheimzinnige dieren die pas actief worden tijdens de schemering. De soort bouwt in het najaar hooibalen, die tot 45 centimeter hoog kunnen worden. Ook graven ze holen of nestelen ze in spleten tussen rotsen. Normaal gesproken leven dwergfluithazen in kolonies. Hun aanwezigheid kan opgemerkt worden door hun luide alarmroep. De roep is een herhaald tsjiv-tsjiv-tsjiv.

## Voedsel
Dwergfluithazen leven 's zomers van kruidachtige planten. In het najaar verzamelen ze grassen, die in hooibalen of ondergrondse kamers worden opgeslagen. 's Winters bestaat hun dieet uit plantenwortels, bolgewassen, twijgjes, mossen en korstmossen.

## Verspreiding
Het verspreidingsgebied van de dwergfluithaas begint ten oosten van de Wolga en de Zuidelijke Oeral in het uiterste zuidoosten van Europees Rusland en reikt vervolgens oostwaarts door Kazachstan, tot aan de grens met China. De dwergfluithaas is een indicatorsoort voor ongeschonden steppegebieden.
Altaifluithaas (O. alpina) · Ochotona argentata · Ochotona cansus · Alaskafluithaas (O. collaris) · Ochotona coreana · Zwartlipfluithaas (O. curzoniae) · Daurische fluithaas (O. dauurica) · Chinese rode fluithaas (O. erythrotis) · Ochotona flatcalvariam · Forrest's fluithaas (O. forresti) · Ochotona hoffmanni · Ochotona huanglongensis · Noordelijke fluithaas (O. hyperborea) · Ili fluithaas (O. iliensis) · Koslov's fluithaas (O. koslowi) · Ladak fluithaas (O. ladacensis) · Grootoorfluithaas (O. macrotis) · Ochotona mantchurica · Ochotona nubrica · Ochotona opaca · Mongoolse fluithaas (O. pallasi) · Noord-Amerikaanse fluithaas (O. princeps) · Dwergfluithaas (O. pusilla) · Ochotona qionglaiensis · Himalayafluithaas (O. roylei) · Perzische fluithaas (O. rufescens) · Rode fluithaas (O. rutila) · Ochotona sacraria · Ochotona sikimaria · Ochotona syrinx · Tibetaanse fluithaas (O. thibetana) · Ochotona thomasi · Ochotona turuchanensis · Ochotona vizier